# Memoriał Alfreda Smoczyka 1977
XXVII Memoriał Alfreda Smoczyka odbył się 4 września 1977 r. Wygrał Bogusław Nowak z Gorzowa Wielkopolskiego.

## Wyniki
- 4 września 1977 r. (niedziela), Stadion im. Alfreda Smoczyka (Leszno)
- Najlepszy Czas Dnia: Bernard Jąder – 71,90 sek. w 3 wyścigu

| Msc. | Zawodnik                 | Klub / Kraj           | Pkt |               |  |
| ---- | ------------------------ | --------------------- | --- | ------------- |  |
| 1    | (9) Bogusław Nowak       | Stal Gorzów Wlkp.     | 13  | (1,3,3,3,3)   |  |
| 2    | (12) Bernard Jąder       | Unia Leszno           | 11  | (3,2,3,3,t)   |  |
| 3    | (4) Jerzy Rembas         | Stal Gorzów Wlkp.     | 11  | (3,3,1,1,3)   |  |
| 4    | (13) Piotr Bruzda        | Sparta Wrocław        | 9   | (2,2,3,2,u)   |  |
| 5    | (6) Andrzej Huszcza      | Falubaz Zielona Góra  | 8   | (0,0,3,2,3)   |  |
| 6    | (10) Andrzej Jurczyński  | Włókniarz Częstochowa | 8   | (2,2,0,2,2)   |  |
| 7    | (7) Andrzej Tkocz        | ROW Rybnik            | 8   | (2,2,2,1,1)   |  |
| 8    | (2) Mariusz Okoniewski   | Unia Leszno           | 7   | (w,t,2,3,2)   |  |
| 9    | (3) Leonard Raba         | Kolejarz Opole        | 7   | (1,3,1,1,1)   |  |
| 10   | (1) Robert Słaboń        | Sparta Wrocław        | 6   | (2,1,2,0,1)   |  |
| 11   | (8) Czesław Piwosz       | Unia Leszno           | 5   | (1,1,d,d,3)   |  |
| 12   | (16) Wojciech Kaczmarek  | Start Gniezno         | 4   | (1,0,3,0,0)   |  |
| 13   | (5) Kazimierz Adamczak   | Unia Leszno           | 4   | (3,0,1,-,-)   |  |
| 14   | (14) Zdzisław Dobrucki   | Unia Leszno           | 3   | (3,u/-,-,-,-) |  |
| 15   | (11) Czesław Goszczyński | Włókniarz Częstochowa | 2   | (d,0,1,1,0)   |  |
| 16   | (15) Jacek Goerlitz      | Kolejarz Opole        | 1   | (u,1,0,0,0)   |  |
|      | (R1) Stanisław Turek     | Unia Leszno           | 9   | (3,2,2,2)     |  |
|      | (R2) Roman Jankowski     | Unia Leszno           | 4   | (1,d,2,1)     |  |

## Bieg po biegu
1. (72,00) Rembas, R. Słaboń, Raba, M. Okoniewski (w)
2. (73,60) Adamczak, A. Tkocz, Piwosz, Huszcza
3. (71,90) B. Jąder, Jurczyński, B. Nowak, Goszczyński (d)
4. (73,10) Z. Dobrucki, Bruzda, Kaczmarek, Goerlitz (u)
5. (72,20) B. Nowak, Bruzda, R. Słaboń, Adamczak
6. (72,80) Turek, Jurczyński, R. Jankowski, Huszcza, M. Okoniewski (t) / Turek za kontuzjowanego Z. Dobruckiego po upadku, a R. Jankowski za wykluczonego (taśma) M. Okoniewskiego
7. (73,90) Raba, A. Tkocz, Goerlitz, Goszczyński
8. (73,00) Rembas, B. Jąder, Piwosz, Kaczmarek
9. (73,40) Huszcza, R. Słaboń, Goszczyński, Kaczmarek
10. (74,00) B. Jąder, M. Okoniewski, Adamczak, Goerlitz
11. (73,90) B. Nowak, Turek, Raba, Piwosz (d) / Turek za Dobruckiego
12. (74,10) Bruzda, A. Tkocz, Rembas, Jurczyński
13. (73,80) B. Jąder, Turek, A. Tkocz, R. Słaboń / Turek za Dobruckiego
14. (73,40) M. Okoniewski, Bruzda, Goszczyński, Piwosz (d)
15. (74,50) Kaczmarek, Jurczyński, Raba, R. Jankowski (d) / R. Jankowski za Adamczaka
16. (73,60) B. Nowak, Huszcza, Rembas, Goerlitz
17. (74,00) Piwosz, Jurczyński, R. Słaboń, Goertliz
18. (73,50) B. Nowak, M. Okoniewski, A. Tkocz, Kaczmarek
19. (73,40) Huszcza, R. Jankowski, Raba, Bruzda (u), B. Jąder (t) / R. Jankowski za wykluczonego (taśma) B. Jądera
20. (72,90) Rembas, Turek, R. Jankowski, Goszczyński / Turek za Adamczaka, a R. Jankowski za Z. Dobruckiego

O Puchar ZM ZSMP
21. (73,10) Rembas, M. Okoniewski, R. Jankowski, Huszcza